# Bob Lavoy
Robert William "Bob" Lavoy (Aurora, Illinois, 26 de junio de 1926-Tampa, Florida, 18 de diciembre de 2010) fue un baloncestista estadounidense que disputó cuatro temporadas en la NBA. Con 2 metros de estatura, jugaba en la posición de ala-pívot.

## Trayectoria deportiva

### Universidad
Comenzó su carrera universitaria en la Universidad de Illinois, donde no contó con demasiadas oportunidades, siendo transferido a la Universidad de Western Kentucky, donde jugó durante tres temporadas con los Hilltoppers, en las que promedió 14,7 puntos por partido.

### Profesional
Fue elegido en la novena posición del Draft de la NBA de 1950 por Indianapolis Olympians, quienes previamente habíoan contactado con él asegurándole su interés, y con quienes firmó un contrato por 6.000 dólares más otros 2.000 en concepto de bonus. Allí se encontró con gran parte del equipo que había ganado la medalla de oro en los Juegos Olímpicos de 1948, como Ralph Beard, Alex Groza o Wah Wah Jones. En su primera temporada fue uno de los jugadores más destacados del equipo, promediando 8,3 puntos y 4,9 rebotes por partido. Al año siguiente jugaría su mejor temporada como profesional, acabando el año con 10,3 puntos y 7,6 rebotes por partido. Pero la franquicia desapareció al término de la temporada 1952-53, siendo adquirido por Milwaukee Hawks, que meses después lo traspasaría a Syracuse Nationals a cambio de Noble Jorgensen. Tras esa temporada, se retiró del baloncesto profesional. En total promedió 8,2 puntos y 6,2 rebotes por noche.

## Estadísticas de su carrera en la NBA

### Temporada regular
| Temporada | Edad | Equipo                 | Liga | P   | TIT | MIN  | TC  | TCA | %TC  | 3P | 3PA | %3P | TL  | TLA | %TL  | R.OF. | R.DEF. | REB | ASIS | ROB | TAP | PER | FP  | PTS  |
| 1950-51   | 24   | Indianapolis Olympians | NBA  | 63  |     |      | 3.5 | 9.8 | .357 |    |     |     | 1.3 | 2.1 | .632 |       |        | 4.9 | 1.2  |     |     |     | 3.0 | 8.3  |
| 1951-52   | 25   | Indianapolis Olympians | NBA  | 63  |     | 29.0 | 3.8 | 9.6 | .397 |    |     |     | 2.7 | 3.5 | .753 |       |        | 7.6 | 1.7  |     |     |     | 3.3 | 10.3 |
| 1952-53   | 26   | Indianapolis Olympians | NBA  | 70  |     | 33.2 | 3.2 | 8.0 | .402 |    |     |     | 2.4 | 3.5 | .694 |       |        | 7.5 | 1.9  |     |     |     | 3.9 | 8.8  |
| 1953-54   | 27   | TOTAL                  | NBA  | 68  |     | 18.8 | 2.0 | 5.2 | .379 |    |     |     | 1.4 | 1.9 | .729 |       |        | 4.7 | 1.1  |     |     |     | 3.2 | 5.4  |
| 1953-54   | 27   | Milwaukee Hawks        | NBA  |     |     |      |     |     |      |    |     |     |     |     |      |       |        |     |      |     |     |     |     |      |
| 1953-54   | 27   | Syracuse Nationals     | NBA  |     |     |      |     |     |      |    |     |     |     |     |      |       |        |     |      |     |     |     |     |      |
| Total     |      |                        | NBA  | 264 |     | 27.0 | 3.1 | 8.1 | .384 |    |     |     | 1.9 | 2.8 | .707 |       |        | 6.2 | 1.5  |     |     |     | 3.4 | 8.2  |

### Playoffs
| Temporada | Edad | Equipo                 | Liga | P  | MIN | TCA | TC  | 3PA | 3P | TLA | TL | R.OF. | REB | ASIS | ROB | TAP | PER | FP | PTS | %TC  | %3P | %FT  | MIN  | PTS  | REB  | AST |
| 1950-51   | 24   | Indianapolis Olympians | NBA  | 3  |     | 0   | 7   |     |    | 3   | 5  |       | 6   | 4    |     |     |     | 6  | 3   | .000 |     | .600 |      | 1.0  | 2.0  | 1.3 |
| 1951-52   | 25   | Indianapolis Olympians | NBA  | 2  | 78  | 9   | 27  |     |    | 6   | 8  |       | 20  | 4    |     |     |     | 8  | 24  | .333 |     | .750 | 39.0 | 12.0 | 10.0 | 2.0 |
| 1952-53   | 26   | Indianapolis Olympians | NBA  | 2  | 47  | 4   | 16  |     |    | 2   | 5  |       | 10  | 2    |     |     |     | 10 | 10  | .250 |     | .400 | 23.5 | 5.0  | 5.0  | 1.0 |
| 1953-54   | 27   | Syracuse Nationals     | NBA  | 13 | 358 | 37  | 95  |     |    | 44  | 55 |       | 85  | 20   |     |     |     | 50 | 118 | .389 |     | .800 | 27.5 | 9.1  | 6.5  | 1.5 |
| Total     |      |                        | NBA  | 20 | 483 | 50  | 145 |     |    | 55  | 73 |       | 121 | 30   |     |     |     | 74 | 155 | .345 |     | .753 | 28.4 | 7.8  | 6.1  | 1.5 |